# Cléa Vincent
Cléa Vincent, née en 1985 à Paris, est une auteure-compositrice-interprète française.

## Biographie
Cléa Vincent commence sa carrière en se produisant sur les scènes ouvertes parisiennes.
Repérée par le directeur artistique Victor Peynichou, elle sort en 2014 son premier EP Non mais oui au sein du label indépendant Midnight Special Records. Le clip de son single Château perdu rencontre un vif succès sur YouTube, à la suite de quoi la chaîne M6 accepte de le diffuser.
Retiens mon désir, son premier album, sort en 2016. Celui-ci reçoit un bon accueil de la plupart des critiques,, et du public. À la fin de la même année, elle est invitée à jouer sur la scène de l'émission Quotidien sur la chaîne TMC. Il s'ensuit une tournée en France et en Europe.
Fin 2018, Cléa Vincent crée Sooo Pop, une émission de web-tv consacrée à la musique pop où elle reçoit de nombreux artistes. Parmi les invités figurent notamment Philippe Katerine, Vincent Delerm, Fishbach, Voyou et Arielle Dombasle.
Elle sort son deuxième album intitulé Nuits sans sommeil en mars 2019. Avec ce disque, celle-ci prend une distance avec l’univers 80’s qui accompagnait son premier opus pour évoluer vers une pop rêveuse dans laquelle persistent des rythmes dansants, berçants ou encore vaporeux .

## Discographie

### Singles
- 2013 : Retour De L'Homme
- 2014 : Château perdu
- 2016 : Jmy attendais pas
- 2018 : Nuits sans sommeil
- 2019 : Dans les strass
- 2019 : N'dis rien
- 2020 : Du sang sur les congas
- 2020 : Bahia
- 2021 : Gens de la nuit
- 2022 : Recuerdo
- 2022 : Pareil mais différent
- 2023 : C'est OK

## Télévision

### Sooo Pop
- 1er épisode avec Philippe Katerine et The Pirouettes
- 2e épisode avec Corine et Vincent Delerm
- 3e épisode avec Fishbach et Voyou
- 4e épisode avec Lio et Michelle Blades
- 5e épisode avec Christophe et Mathilde Fernandez
- 6e épisode avec Arielle Dombasle, Nicolas Ker et Moodoïd